# غوتفريد فون كرام
غوتفريد فون كرام (بالألمانية: Gottfried von Cramm) مواليد 07 يوليو 1909 في ألمانيا - الوفاة 08 نوفمبر 1976 في القاهرة، كان لاعب كرة مضرب ألماني بدأ مسيرته كمحترف سنة 1931 وكان يلعب باليد اليمنى، اعتزل اللعب في 1952. كما أنه أحد أبطال الجراند سلام. أعلى تصنيف له في الفردي كان المركز الـ 1 في سنة 1937.

## بطولات حققها
- دورة رولان غاروس الدولية
- بطولة ويمبلدون
- بطولة أمريكا المفتوحة للتنس

## النهائيات

### الفردي (الألقاب 2, الوصافة 5)
| الحصيلة | السنة | البطولة                     | الأرضية | المنافس      | النتيجة                 |
| ------- | ----- | --------------------------- | ------- | ------------ | ----------------------- |
| الفوز   | 1934  | فرنسا المفتوحة              | ترابية  | جاك كراوفورد | 6–4, 7–9, 3–6, 7–5, 6–3 |
| الوصافة | 1935  | دورة رولان غاروس الدولية    | ترابية  | فريد بيري    | 3–6, 6–3, 1–6, 3–6      |
| الوصافة | 1935  | ويمبلدون                    | عشبية   | فريد بيري    | 2–6, 4–6, 4–6           |
| الفوز   | 1936  | فرنسا المفتوحة              | ترابية  | فريد بيري    | 6–0, 2–6, 6–2, 2–6, 6–0 |
| الوصافة | 1936  | ويمبلدون                    | عشبية   | فريد بيري    | 1–6, 1–6, 0–6           |
| الوصافة | 1937  | ويمبلدون                    | عشبية   | دون بادج     | 3–6, 4–6, 2–6           |
| الوصافة | 1937  | بطولة أمريكا المفتوحة للتنس | عشبية   | دون بادج     | 1–6, 9–7, 1–6, 6–3, 1–6 |

## وصلات خارجية
- غوتفريد فون كرام على موقع IMDb (الإنجليزية)
- غوتفريد فون كرام على موقع مونزينجر (الألمانية)
- غوتفريد فون كرام على موقع رابطة محترفي التنس (الإنجليزية)
- غوتفريد فون كرام على موقع الاتحاد الدولي لكرة المضرب (الإنجليزية)
- غوتفريد فون كرام على موقع كأس ديفيز (الإنجليزية)
- غوتفريد فون كرام على موقع قاعة مشاهير كرة المضرب الدولية (الإنجليزية)
- غوتفريد فون كرام على موقع بطولة ويمبلدون (الإنجليزية)
- غوتفريد فون كرام على موقع خلاصة التنس.كوم (الإنجليزية)
- الموقع الرسمي